# Nicholas Bacon

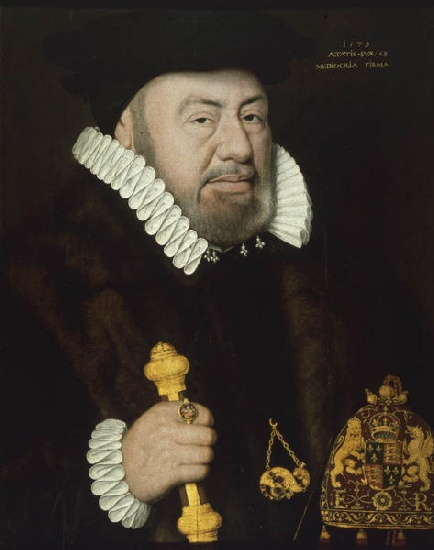
Sir Nicholas Bacon

Sir Nicholas Bacon, född 28 december 1510 i Chislehurst, död 20 februari 1579 i St. Albans, var en engelsk rättslärd och statsman. Nicholas Bacon var far till Anthony och Francis Bacon.

## Biografi
Bacon var under sina studieår nära förbunden med William Cecil, blev sedan genom dennes giftermål befryndad med honom samt kom genom Cecils inflytande att efter Elisabets tronbestigning intaga en framskjuten plats i det politiska livet. 
Bacon blev först statssekreterare och 1558 storsigillbevarare, adlades och utnämndes till medlem av privy council. Jämte Cecil var Bacon, som var en ivrig protestant, under många år den egentlige ledaren av Elisabets kyrkopolitik. 
1561 avrådde han drottningen från all inblandning i de skotska angelägenheterna, men blev med åren alltmer fientligt stämd mot Maria Stuart, något som inte blev utan inflytande på Elisabets politik. Han var även 1568 och 1570 ordförande i de kommissioner, som prövade skottarnas anklagelser mot Maria.
Bacon lär ha åtnjutit stor popularitet bland allmänheten. Särskilt i uppfostringsfrågor har han i åsikter ansetts vara betydligt före sin tid; under Henrik VIII hade han påyrkat, att de till staten indragna klostergodsen skulle anslås till en anstalt för utbildning av statsmän i stället för att utdelas bland kungens vänner.